# 宁波 (1970年)
宁波（1970年8月—），男，汉族，安徽青阳人。中华人民共和国政治人物。1993年毕业于西安冶金建筑工程学院城市规划专业，大学学历，工学学士。现任中共芜湖市委书记。

## 简历
曾任合肥市滨湖新区建设管委会主任、党工委书记，包河区委书记。2017年3月，任合肥市政府副市长；
2020年5月，任芜湖市委常委，市政府常务副市长。2021年3月，任中共芜湖市委副书记，常务副市长。
2021年5月，任中共芜湖市委副书记，市政府党组书记。6月任市长。2023年8月，升任中共芜湖市委书记。